# Viktor Zinger
Viktor Aleksandrovitsj Zinger (Russisch: Виктор Александрович Зингер) (Davydkovo (Oblast Rjazan), 29 oktober 1941 - Moskou, 24 september 2013) was een Sovjet-Russisch ijshockeydoelman. 
Zinger won tijdens de Olympische Winterspelen 1968 de gouden medaille, dit gold ook als wereldkampioenschap.
Zinger won vijf opeenvolgende wereldtitels van 1965 tot en met 1969.